# غوران يركوفيتش
غوران يركوفيتش (بالفرنسية: Goran Jerković)‏ هو لاعب كرة قدم ولاعب كرة يد فرنسي، ولد في 10 نوفمبر 1986 في ليون في فرنسا. لعب مع أولمبيك تشارلروا ونادي استقلال طهران ونادي بوريرام يونايتد ونادي جالغيريس ونادي ياغودينا.

## وصلات خارجية
- غوران يركوفيتش على موقع قاعدة بيانات كرة القدم.إي يو (الإنجليزية)
- غوران يركوفيتش على موقع Soccerway.com (الإنجليزية)